# Keita Ishido
Keita Ishido (石堂 圭太 Ishido Keita?, nacido el 4 de junio de 1992 en Saitama) es un futbolista japonés que juega como defensa.
En 2015, Ishido se unió al FC Kariya. Después de eso, jugó en el Tochigi Uva FC y Fukushima United FC.

## Trayectoria

### Clubes
| Club                | País  | Año         |
| ------------------- | ----- | ----------- |
| FC Kariya           | Japón | 2015        |
| Tochigi Uva FC      | Japón | 2016 - 2018 |
| Fukushima United FC | Japón | 2019 -      |

## Estadística de carrera

### J. League
| Club                | Año   | J. League | J. League | Copa J. League | Copa J. League | Total | Total |
| Club                | Año   | Part.     | Goles     | Part.          | Goles          | Part. | Goles |
| ------------------- | ----- | --------- | --------- | -------------- | -------------- | ----- | ----- |
| Fukushima United FC | 2019  | 8         | 0         | -              | -              | 8     | 0     |
| Total               | Total | 8         | 0         | 0              | 0              | 8     | 0     |